# Jakob Kasimir Hellrigl

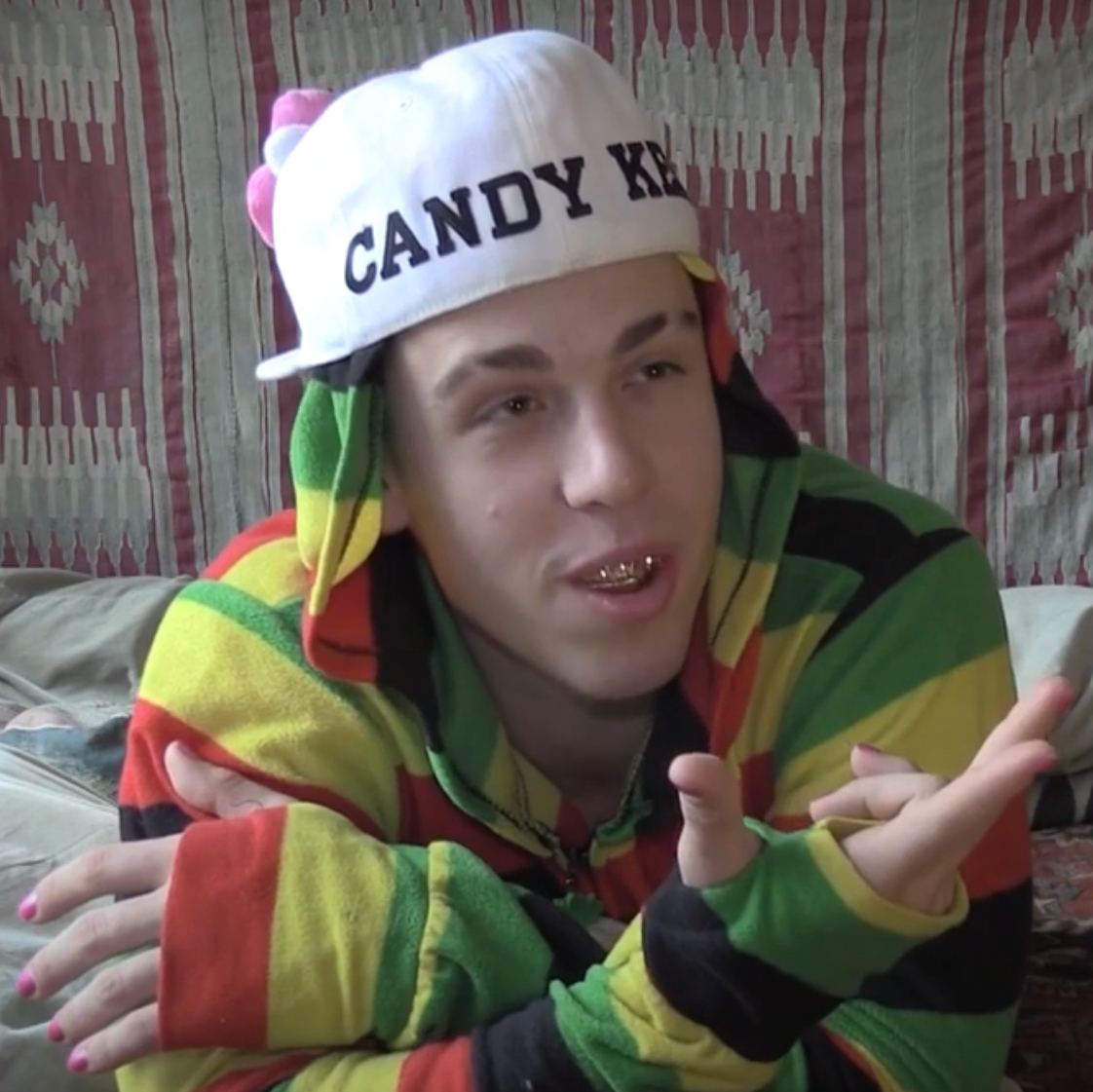
Jakob Kasimir Hellrigl, 2016

Jakob Kasimir Hellrigl, bekannt als Candy Ken (* 27. Juli 1992 in Bregenz, Österreich), ist ein österreichischer Rapper, Model und Künstler.

## Leben
Jakob Kasimir Hellrigl wuchs in Bregenz auf. Für ein Jahr besuchte er die Wenatchee High School in Wenatchee, wo er Fußball spielte. Er studierte Fotografie und Filmdesign in der Berufsschule des Lette-Vereins in Berlin, brach das Studium jedoch 2014 ab. Während des Studiums entwickelte er die geschlechtsneutrale Kunstfigur „Candy Ken“. In dieser Kunstfigur verknüpfte er Bilder von Hello Kitty mit japanischer Kawaii-Kultur, Barbie-Puppen und rosa Kleidung in seinem Kleidungsstil und seinem visuellen Auftreten.

### Musik
Er startete seine Rapkarriere in Berlin. Er veröffentlichte seine erste EP, „Welcome to Candy Land“ im Jahr 2014 als Videoserie in Eigenregie auf YouTube. Die Musik wurde von Lets Go Radio aufgenommen und von Spinnup veröffentlicht.
Die erste Serie wurde als Kurzvideo-Serie nochmals mit dem Titel „Welcome to Candy Land“ neu gedreht. Diese gewannen bei dem österreichischen Kurzfilmfestival Alpinale im Jahr 2015 einen Preis.
Im September 2015 veröffentlichte er seine zweite EP mit dem Titel „Candy Ken Paradise“, das von DJ Smokera produziert und von Spinnup vertrieben wurde.
Im November 2015 veröffentlichte er eine EP unter dem Titel „Daddy 69“. Diese enthält fünf Lieder und fünf Videos. Vier Videos wurden von ihm gestaltet. Das fünfte Video, für den Song „69“ wurde von der in London ansässigen Kassandra Powell gedreht.
Im Juni 2016 veröffentlichte er das Album „Real Talk“ – das erste auf dem zwölf Songs sind. Zehn davon wurden in Kooperation mit der Rapperin Gigi Tays produziert. Die Veröffentlichung wurde mit einer Party in der Visions Video Bar in London promotet. Das Album wurde auch von Smokera produziert und das Video für den Song „What I Like“ wurde von unter der Regie von Powell produziert. Den amerikanischen Rapper Riff Raff bezeichnet Candy Ken als sein Vorbild und Inspiration für seine Alben.

### Modeling
Jakob Kasimir Hellrigl startete seine Modelkarriere, als er 2015 auf Instagram vom Stylisten und Diesel-Branddesigner Nicola Formichetti entdeckt wurde. Dieser lud Hellrigl zu einem Fotoshooting für Formichettis japanisches Magazin „Free“ ein. Formichetti stellte Hellrigl dem Fotografen Terry Richardson vor. Dieser machte ein Fotoshooting mit ihm, unter anderem mit einer frontalen Nacktaufnahme für das Magazin Man about Town. Zur gleichen Zeit wurde er als Model von Diesel bei der Pride Week in New York City gebucht. Er lief außerdem zur Eröffnung der Fashionshow von Roberto Piquera bei der Berliner Alternativen Designwoche über den Laufsteg. Außerdem modelte er für den japanischen Modedesigner Michiko Koshino. Er machte Fotoshootings für die Magazine VMAN, Paper, die Vogue sowie die taiwanesische und koreanische Version von Dazed.

## Diskographie

### Studioalben
- Real Talk (2016)
- Flamingo (2018)

### EPs
- Welcome to Candy Land (2015)
- Basic Bitches (2015)
- Candy Ken Paradise (2015)
- Daddy69 (2015)
- Candy Trap (2017)
- Send Nudes (2017)